# Bremer Kirchengeschichte
Bremen war seit 787/88 Sitz eines unter Karl dem Großen gegründeten Missionsbistums und Zentrum der Missionstätigkeiten des angelsächsischen Bischofs Willehad. Nach dem letzten Sachsenaufstand zu Beginn des 9. Jahrhunderts wurde Bremen unter Bischof Willerich dann zum regulären Bistum. Nach der Vertreibung Ansgars durch die dänischen Wikinger aus Hamburg wurde Bremen zum Sitz eines Missionserzbistums mit der Aufgabe, Skandinavien zu missionieren. Durch die Reformation wurde die Stadt mehrheitlich protestantisch, zunächst lutherisch, in der „Zweiten Reformation“ dann calvinistisch-reformiert. Jedoch fanden seit 1538/39 im Dom wieder Gottesdienste einer wachsenden lutherischen Gemeinde statt. Seit Ende des Dreißigjährigen Krieges wurden im Schutze des kaiserlichen Kommissars und späteren kaiserlichen Residenten auch katholische Messen gefeiert, zunächst in einer alten Domkurie oder dem gemieteten Haus des kaiserlichen Residenten, erst im 19. Jahrhundert wieder in einer Kirche.

## Missionskirche und Erzbistum

### Anfänge

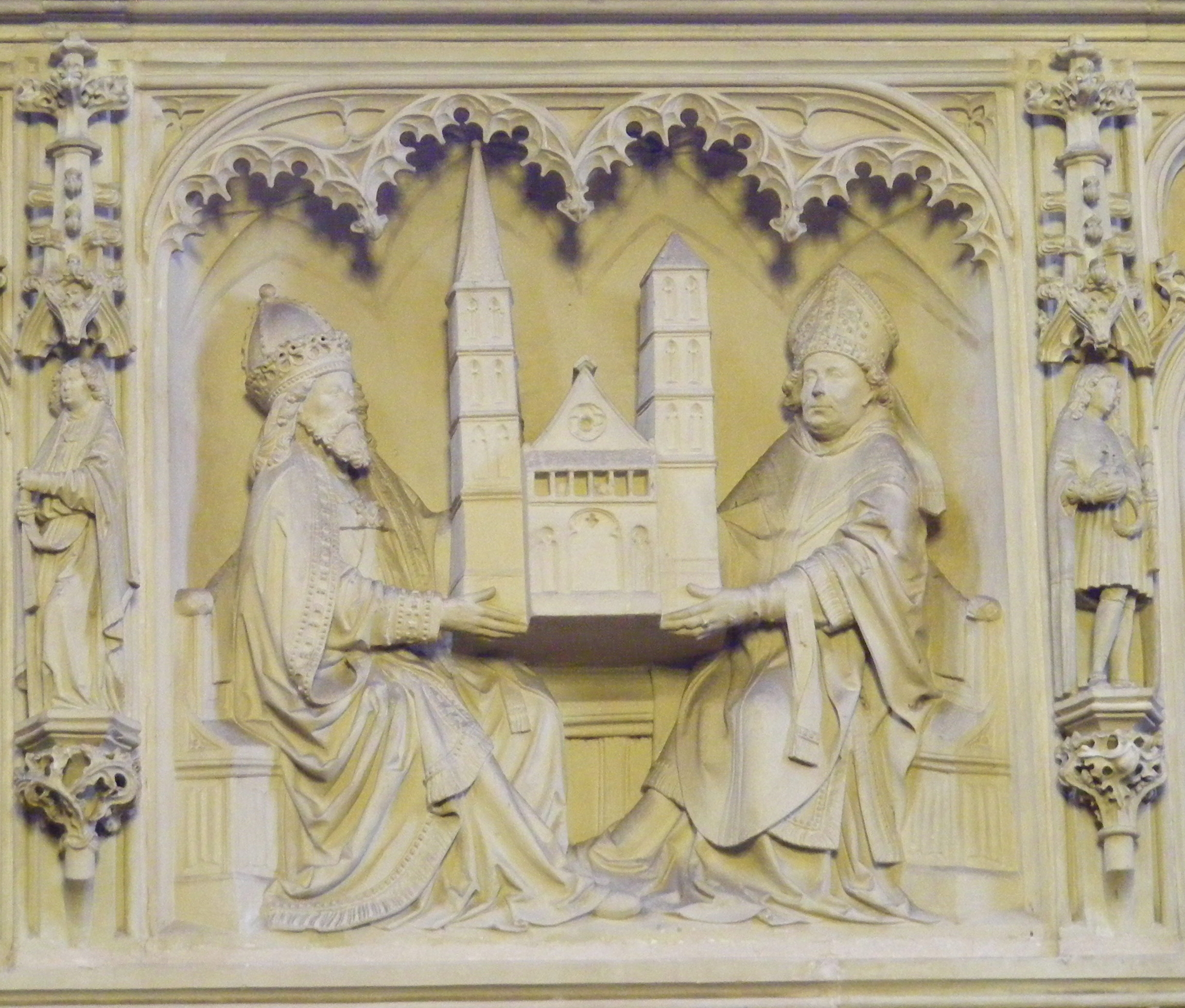
Stifterrelief von 1512 mit Karl dem Großen und Bischof Willehad, heute Orgelempore des Bremer Doms

Zur Gründung des Bistums Bremen gibt es zwei verschiedene Urkunden, die sie mit weitgehend gleicher Ausdehnung des Sprengels einmal auf das Jahr 787 und einmal auf 788 datieren. Zunächst war es dem Erzbistum Köln unterstellt. Schon am 8. November 789 starb Wilhad und 792 zerstörte der letzte Aufstand der Sachsen Willehads Missionswerk.
Immer noch unter Karl dem Großen wurde das Bistum mit Bischof Willerich 805 wieder eingerichtet, der die erste steinerne Kirche Bremens erbaute. Sein Nachfolger Leuderich verstarb am 23. August 845. Im selben Jahr zerstörten Wikinger die Hammaburg, Sitz eines von Ludwig dem Frommen gegründeten und 831 von Papst Gregor IV. betätigten Missions-Erzbistums, Vorgänger des heutigen Erzbistum Hamburgs.

### Personalunion mit dem Erzbistum Hamburg
848 beschloss die Synode von Mainz, das vakante Bistum Bremen an den geflohenen Hamburger Erzbischof Ansgar zu vergeben. Diese Einsetzung löste heftige Proteste des Erzbischofs Hilduin von Köln aus. Auch dessen Nachfolger Gunthar von Köln wehrte sich dagegen, das Bistum an die Kirchenprovinz Hamburg abzutreten. Erst 870 bestimmte Papst Nikolaus I., dass das Bistum Bremen dem Erzbistum Hamburg zuzuführen sei. Rimbert, Ansgars Nachfolger seit 865, bezeichnete sich nun als Erzbischof von Bremen. Ab wann es wirklich ein Erzbistum war (und nicht nur ein exemptes Bistum), ist nicht unumstritten. Trotzdem war Bremen dann der erste Erzbischofssitz außerhalb des antiken Römerreiches, da das Erzbistum Armagh in Irland erst 1103 gegründet wurde und der ranghöchste Bischof Schottlands (in St. Andrews) erst 1472 zum Erzbischof erhoben wurde; vorher hatten die schottischen Bistümer teils York, teils Nidaros unterstanden, in dessen Vorgeschichte zeitweise auch Hamburg-Bremen. Die nächsten Erzbischofssitze in vormaligem Barbarenland waren ab 968 Magdeburg und ab 1000 Gran/Esztergom und Gnesen.

### Erzbistum Hamburg-Bremen
Erzbischof Adalgar erlangte 905 von Papst Sergius III. nochmals eine Bestätigung der Zusammenlegung, allerdings unter der Vorgabe, dass das Erzbistum keine Suffragane erhalte. Papst Leo IX. dehnte jedoch 1053 die Erzdiözese bis zum Eismeer aus.
Aber 1104 verlor Bremen-Hamburg die meisten seiner Suffragane mit der Schaffung einer eigenständigen Kirchenprovinz Lund. Noch im selben Jahrhundert wurde das Erzbistum Lund geteilt: 1158 entstand das Erzbistum Nidaros für Norwegen einschließlich der nordatlantischen Inseln. Schweden bekam 1164 ein eigenes Erzbistum, das 1179 seinen Sitz in Uppsala nahm.

### Erzbistum Bremen

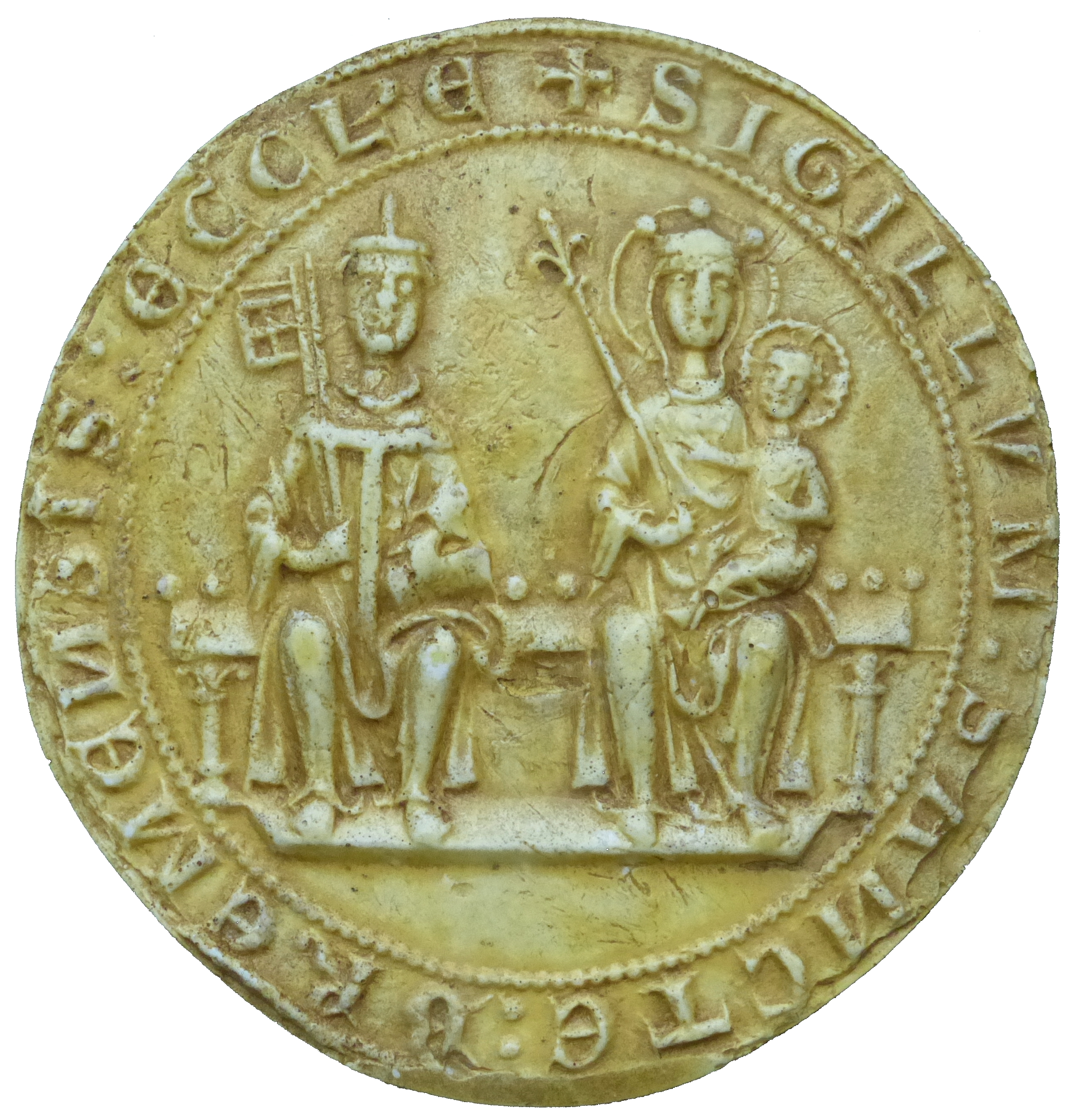
Siegel des Bremer Domkapitels im 14. Jh.

Nach der Entmachtung Heinrichs des Löwen durch Friedrich Barbarossa in der Gelnhäuser Urkunde von 1180 gewann Dänemark unter Waldemar II. 1201 die Kontrolle über Hamburg. Das schwächte die Position des Hamburger Domkapitels, so dass die Bischofswahlen 1210 (Gerhard I.) und 1219 (Gerhard II.) unter dessen Ausschluss allein vom Bremer Domkapitel vollzogen wurden. Weihnachten 1223 beendigte Papst Honorius III. den Kapitelstreit. Bremen wurde alleiniger Erzbischofssitz. Das Hamburger Domkapitel akzeptierte dies und sollte fortan zur Bischofswahl den Propst, den Dekan und den Scholaster nach Bremen entsenden.

### Soziale Herkunft der Erzbischöfe
Die meisten Bremer Erzbischöfe des Hoch- und Spätmittelalters gehörten dem nordwestdeutschen Hochadel an. Zwei jedoch kamen aus Bürgerfamilien der Stadt Bremen: Burchard Grelle amtierte von 1327 bis 1344,
Johann III. Rode von Wale von 1497 bis 1511.

### Pfarreien
Nach der Errichtung der St. Veits-, heute Liebfrauenkirche durch Erzbischof Unwan wurde diese alsbald zur Pfarrkirche für die neben der Domburg wachsende Marktsiedlung.
Erzbischof Adalbert II. verlegte 1139 das Wilhadistift auf den (möglicherweise nicht mehr von einer Kongregation besetzten) Stephaniberg und erteilte der Kirche, die dort zu bauen Bremer Bürger versprochen hatten, die Pfarrrechte für die dort ansässigen Bremer Bürger und für die Dörfer Utbremen und Walle.
Auf Bitten der Bürger und Veranlassung von Papst Gregor IX. kam es 1229 durch den Bremer Erzbischof Gerhard II. zur Neufestsetzung der Kirchspielgrenzen, wodurch neben der Liebfrauenpfarrei die neuen Sprengel St. Ansgarii und St. Martini entstanden. Von den neuen Pfarrkirchen, St. Ansgarii dabei als Stiftskirche, standen zu dieser Zeit erst wenige Mauern.
Im 14. Jahrhundert wurde die südwestlich des Doms (heute etwa Südecke der Bürgerschaft) gelegene St.-Wilhadi-Kirche zur Pfarrkirche für die in der Domfreiheit wohnenden Laien.

### Klöster

#### Stadtgebiet und stadtbremischer Landbesitz
Erzbischof Adalbert I. stiftete um 1050 Adam von Bremen zufolge drei Propsteien, also Klöster:
- St. Wilhadi besaß zunächst eine Kapelle nahe beim Dom. Das Stift zog 1139 auf den Stephanihügel um und wurde zum geistlichen Träger der dort dann errichteten Pfarrkirche St. Stephani. Sein erster Sitz wurde 1187 zunächst dem Ansgaristift übertragen[7] und kam erst 1221 in die Obhut des Domkapitels.[8]
- St. Stephani auf dem dann nach ihm benannten Dünenhügel nordwestlich der Marktsiedlung Bremen wurde 1139 nicht mehr als Kongregation erwähnt.
- Die erste St.-Pauli-Propstei, die allerdings wohl keinen langen Bestand hatte, denn Anfang 1139 wurde bei der noch bestehenden St.-Pauls-Kapelle auf einem Dünenhügel südöstlich der Domdüne erneut ein Kloster gegründet.[9] Das neue Paulskloster wurde mit Benediktinern besetzt und zum wirtschaftlichen Zentrum der nach ihm benannten St.-Pauli-Vorstadt, des heutigen Ostertorviertels. Die Klostergebäude wurden schon 1523 abgerissen, im Einvernehmen zwischen dem Abt, der im Schutz der Stadtbefestigung leben wollte, und der Stadt, die etwaigen Belagerern die Möglichkeit nehmen wollte, sich in dem Gemäuer zu verschanzen. Befürchtet wurde eine militärische Aktion des Erzbischofs wegen der Aufgeschlossenheit der Stadt für die Reformation.[10] Organisatorisch bestand das Paulskloster bis zum Tod seines letzten Abtes fort.
- Ein Nonnenkonvent nutzte im 12. Jahrhundert die Michaeliskapelle vor dem Ansgaritor, siedelte aber später nach Bergedorf bei Ganderkesee um. Die Ordenszugehörigkeit ist unbekannt.[11][12]

(Wahrscheinlich waren sie Prämonstratenserinnen.) Um 1225 ließen sich sowohl Dominikaner als auch Franziskaner in Bremen nieder.
- Die Franziskaner errichteten ab 1258 das St.-Johannis-Kloster im heutigen Schnoorviertel.
- Eine erste Kirche der Dominikaner fand 1253 Erwähnung. Im selben Jahr erhielten sie einen Bauplatz für das St.-Katharinen-Kloster, dessen Kirche 1284 geweiht wurde.
- Der Deutsche Orden gründete 1230 seine Komturei in Bremen. Mit Unterstützung des Rates wurde ihm 1248 der Betrieb des Heiliggeistspitals übertragen.[13]

#### Erzstift Bremen – außerhalb des städtischen Bereichs
– in Auswahl –
- Das Zisterzienserinnenkloster Lilienthal wurde 1232 gegründet und machte sich um die Erschließung der Wümmeniederung verdient. 1552 schlossen sich die Nonnen der Reformation an. 1646 wurde das Kloster von der schwedischen Administration des Erzbistums aufgelöst.
- Das Marienkloster Osterholz war von seiner Gründung 1181 bis 1202 wohl ein Doppelkloster für Benediktiner und Benediktinerinnen, danach ein reines Nonnenkloster. Sein Landbesitz lag vor allem auf der Geest. Von etwa 1538 bis 1550 bekannte sich ein Teil der Nonnen zur Reformation, ein anderer noch zur römischen Kirche. Anschließend war es rein protestantisch, von 1630 bis 1633 katholisch und dann bis zu seiner Auflösung 1650 wieder evangelisch.
- Das Benediktinerinnenkloster Neuenwalde wurde zunächst in Midlum gegründet, aber wegen Feindseligkeiten der Wurstener Bauern schließlich nach Neuenwalde verlegt. 1571 schloss es sich der Reformation an. 1683 wurde es von König Karl XI. von Schweden der Ritterschaft des Herzogtums Bremen geschenkt und dient seither als Damenstift. Große Teile werden heutzutage aufgrund eines Kooperationsabkommens als Evangelisches Bildungszentrum Bad Bederkesa genutzt.

## Reformation

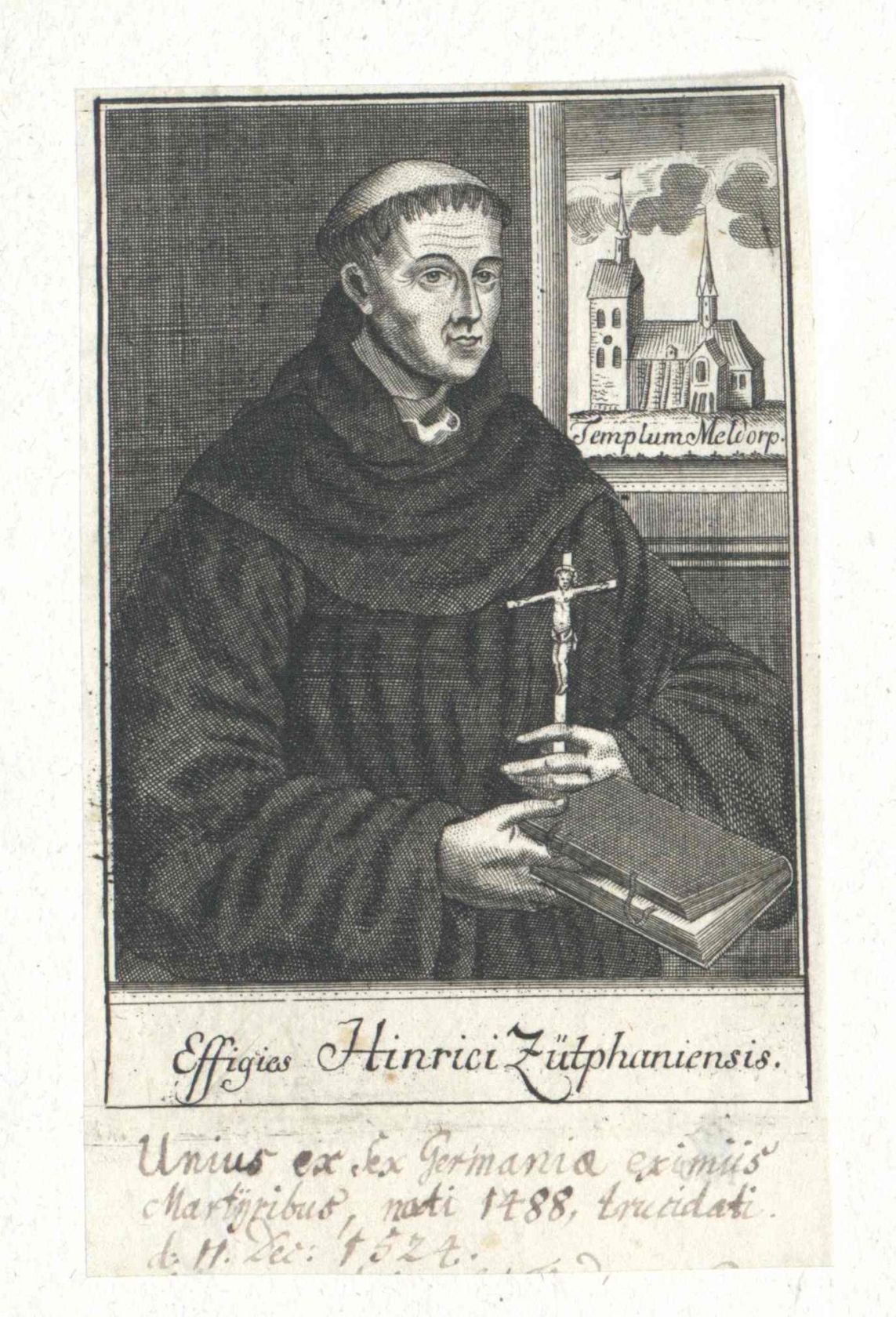
Heinrich von Zütphen

Am 9. November 1522 hielt der vertriebene Augustinermönch Heinrich von Zütphen in Bremen die erste reformatorische Predigt in einer Kapelle der St.-Ansgarii-Kirche. Daraufhin trugen das St.-Ansgarii-Kapitel eine Beschwerde beim Erzbischof Christoph von Braunschweig-Lüneburg vor. Dieser forderte die Auslieferung von Zütphens als Ketzer, stieß allerdings beim Stadtrat und der Bürgerschaft auf Widerstand. Zur Klärung des Falls wurden eine Ständeversammlung und eine Provinzialsynode einberufen, welche allerdings ohne Erfolg blieben. Ab 1524 wurden neben den katholischen Priestern auch evangelische Prediger an den Pfarrkirchen eingesetzt. Katholische Messen wurden den Pfarrkirchen in der Stadt 1525, denen im Landgebiet 1527 und den Klöstern 1528 verboten.
Das Paulskloster war schon 1523 abgerissen worden, bestand aber organisatorisch bis zum Tod des letzten Abtes fort. Die beiden anderen Klöster wurden weiterhin von Mönchen bewohnt (die tatsächlich in kleinem Rahmen sogar weiterhin Messen hielten), aber das Katharinenkloster wurde 1528 zur Lateinschule, seine Kirche entwidmet und zum Zeughaus, und das Johanniskloster wurde 1530 mit Einverständnis der Mönche Spital und Irrenhaus.
1534 wurde die durch Luther genehmigte Bremische Kirchenordnung eingeführt.
Bereits 1532 war der Dom vom Domkapitel geschlossen worden, nachdem am Palmsonntag der Ausschuss der gegen die Dominanz der Großkaufleute aufbegehrenden 104 Männer die Messe unterbrochen und einen lutherischen Gottesdienst erzwungen hatte. Nach 15 Jahren hob das Domkapitel 1547 die Schließung wieder auf und bestimmte auf Vorschlag seines Seniors, des Grafen Christoph von Oldenburg, den aus Overijssel stammenden Albert Rizäus Hardenberg zum Domprediger. Der erwies sich als radikaler Reformierter, was Streitigkeiten zwischen Lutheranern und Anhängern Melanchthons zur Folge hatte. Schließlich verwies man Hardenberg am 18. Februar 1561 der Stadt. Er wurde von der Mehrheit der Bürger, dem Bürgermeister Daniel von Büren (d. J.) sowie einigen Ratsherren unterstützt. Zwar wollte die Ratsmehrheit gegen diese vorgehen, doch eine Bürgerbewegung verteidigte sie im Januar 1562. Dies führte dazu, dass zahlreiche Gegner Hardenbergs die Stadt verließen. Mit den religiös motivierten Konflikten in Bremen beschäftigten sich Kreistage des Niedersächsischen Reichskreises, das Reichskammergericht sowie die Hanse. Letztere beschloss 1563 sogar die Verhansung Bremens, also den Ausschluss der Stadt aus dem zu der Zeit schon lutherisch geprägten Städtebündnis. 1576 wurde Bremen wieder in die Hanse aufgenommen.
In der Stadt herrschte nun überwiegend das reformierte Bekenntnis vor.
Die Komturei des Deutschen Ordens ging 1564 an die Stadt über.
Georg von Braunschweig-Wolfenbüttel, 1558 zum Erzbischof von Bremen und Bischof von Verden gewählt, zeigte sich der Reformation aufgeschlossen und führte 1563 im Bistum Verden die lutherische Bremer Kirchenordnung ein. Ab 1566 wurden vom Bremer Domkapitel Lutheraner zu Erzbischöfen gewählt. Allerdings – wie Georg schon teilweise reformatorisch gehandelt hatte, so handelte sein Nachfolger, Heinrich von Sachsen-Lauenburg noch nicht nur reformatorisch.

### Reformierte Bremische Amtskirche

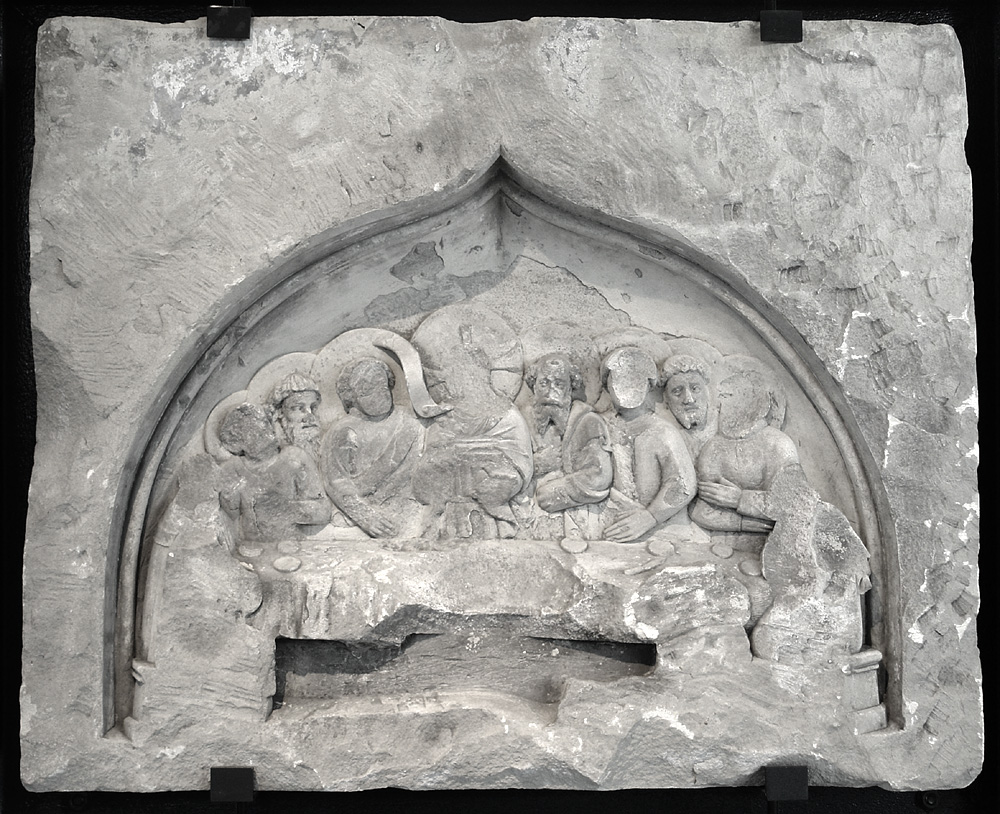
Abendmahlsrelief von 1430 aus der Ansgarikirche, seit 1582 ohne Gesichter

In der sogenannten „zweiten Reformation“ 1581 schloss sich Bremen der theologischen Richtung Philipp Melanchtons an, die zwar weniger rigide als die Lehre Calvins war, aber dennoch die Stadt ins reformierte Lager führte und erneut von ihrem Umland isolierte. Vierzehn Jahre später erhielt die Stadt eine neue Kirchenordnung nach der deutsch-reformierten Form (Consensus Bremensis), und um 1600 wurde der Heidelberger Katechismus eingeführt. Auch an der Dordrechter Synode 1618/19 nahm die Stadt teil, ohne allerdings deren Beschlüsse zu übernehmen oder das Augsburger Bekenntnis aufzukündigen. Den vier nun reformierten Pfarreien in den Mauern der Stadt oblagen alle kirchlichen Amtshandlungen.
Der 1582 nach Bremen berufene Theologe Christoph Pezel veranlasste noch im selben Jahr die Demolierung oder Entfernung aller Bildwerke aus den stadtbremischen Kirchen.
Nach Anlage der Neustadt kam 1682 als fünfte innerstädtische Pfarrei die der St.-Pauli-Kirche hinzu.
Für die Rembertigemeinde, damals noch nicht dem Stadtgebiet, sondern dem stadtbremischen Landgebiet zugerechnet, bestand eine außergewöhnliche konfessionelle Regelung. In der 1596 gegründeten Pfarrei betreuten reformierte stadtbremische Pastoren bis 1830 sowohl die reformierten Gläubigen aus der Pagentorner Vorstadt als auch die lutherischen aus Hastedt und Schwachhausen.
Bremer Stadtpfarreien bei Einführung der Reformation:
- Unser Lieben Frauen
- Stephani
- Ansgarii
- Martini

Stadtbremische Landpfarreien bei Einführung der Reformation:
- Nahes Umland:

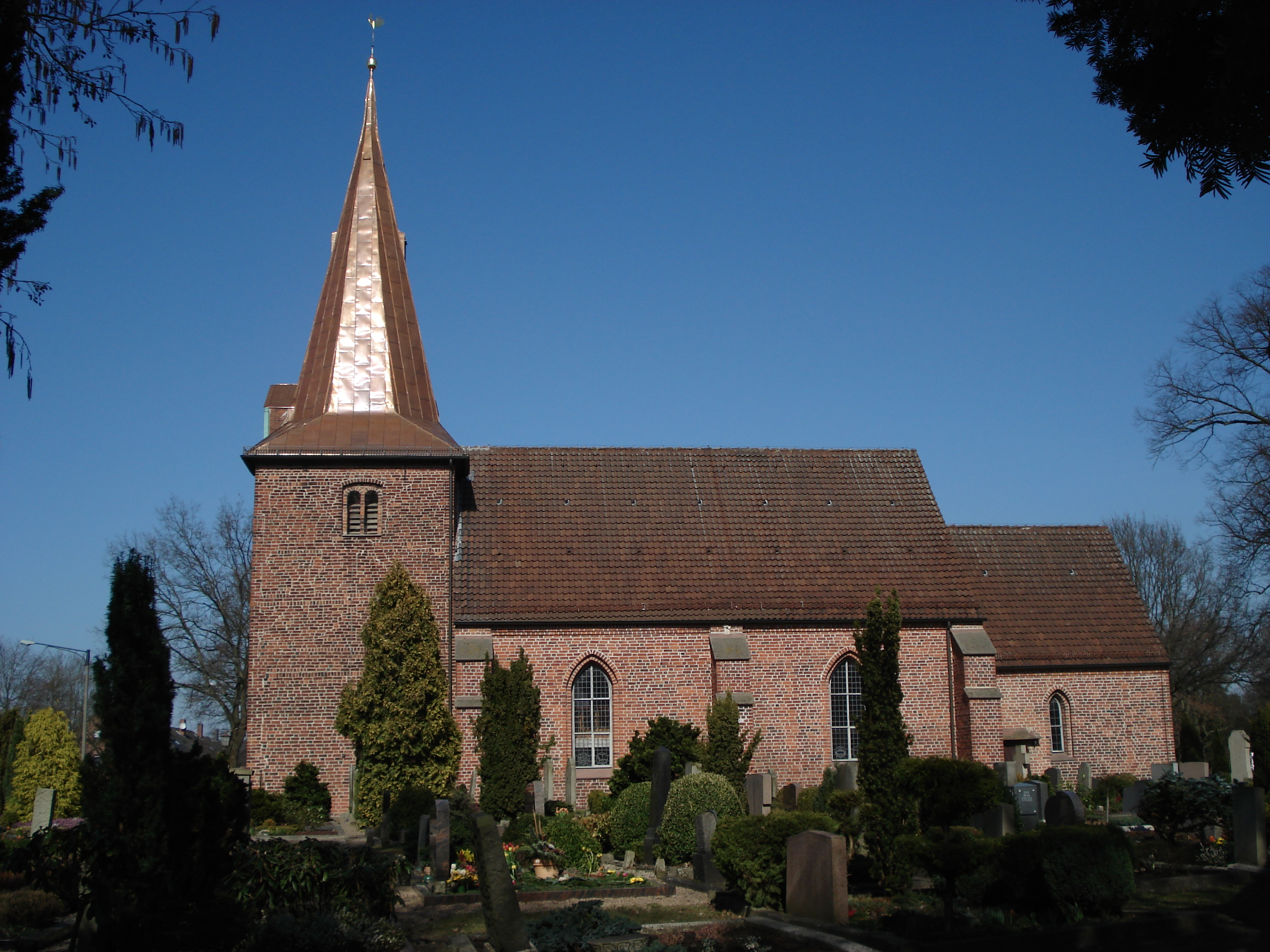
Johanneskirche in Arsten

  - Arsten, St.-Johannes, gegründet um 1250, erwähnt 1325, stadtbremische Hoheit seit 14. Jahrhundert
  - Borgfeld, Kirche 1281 gegründet
  - Burg, St. Nikolaus 13. Jahrhundert
  - Gröpelingen, Kirche seit 1331, stadtbremische Hoheit seit 15. Jahrhundert
  - Huchting, St. Georg seit 1201, 1215 oder 1266, stadtbremische Hoheit seit 14. Jahrhundert
  - Mittelsbüren (Moorlose Kirche), gegründet im 13. Jahrhundert
  - Oberneuland, St. Johann, gegründet 1270
  - Walle, Michaeliskirche, kurz nach 1524, anstelle der abgerissenen Michaeliskirche vor dem Ansgaritor; heutiger Bau in Walle ab 1658
  - Pfarrkirche Wasserhorst, gegründet vor 1187
- Amt Blumenthal:
  - Blumenthal, Kirche mit der Reformation gegründet
  - Neuenkirchen
- Amt Bederkesa und Gericht Lehe:
  - Bederkesa
  - Debstedt
  - Elm, heute Elmlohe
  - Flögeln
  - Holßel
  - Lehe
  - Ringstedt

Seehausen gehörte zwar politisch zum stadtbremischen Niedervieland, aber die St. Jacobi Pfarrei, gegründet nach 1234, stand unter dem Patronat der Grafen von Hoya und später des Kurfürstentums Braunschweig-Lüneburg. Daher wurde sie etwas später lutherisch und nie reformiert.
Nach den stadtbremischen Gebietsverlusten an das zunächst schwedische, dann braunschweig-lüneburgische Herzogtum Bremen waren der Bremer Rat und das bremische Ministerium (Religionsbehörde) noch bis zum Reichsdeputationshauptschluss 1803 an der Aufsicht über die dortigen reformierten Pfarreien beteiligt.
Wichtige später gegründete reformierte und unierte Pfarreien Bremens:
- Remberti 1596, betreute mit reformierten Pfarrern auch lutherische Gläubige aus den bischöflichen und dann herzoglichen Dörfern Schwachhausen und Hastedt (s. o.)
- St. Pauli in der Neustadt 1639, eigentlicher Kirchenbau 1679 bis 1682
- Vegesack 1817, evangelisch-uniert
- Bremerhaven 1849, evangelisch-uniert, eigentlicher Kirchenbau 1854/55

### Lutherische Domgemeinde

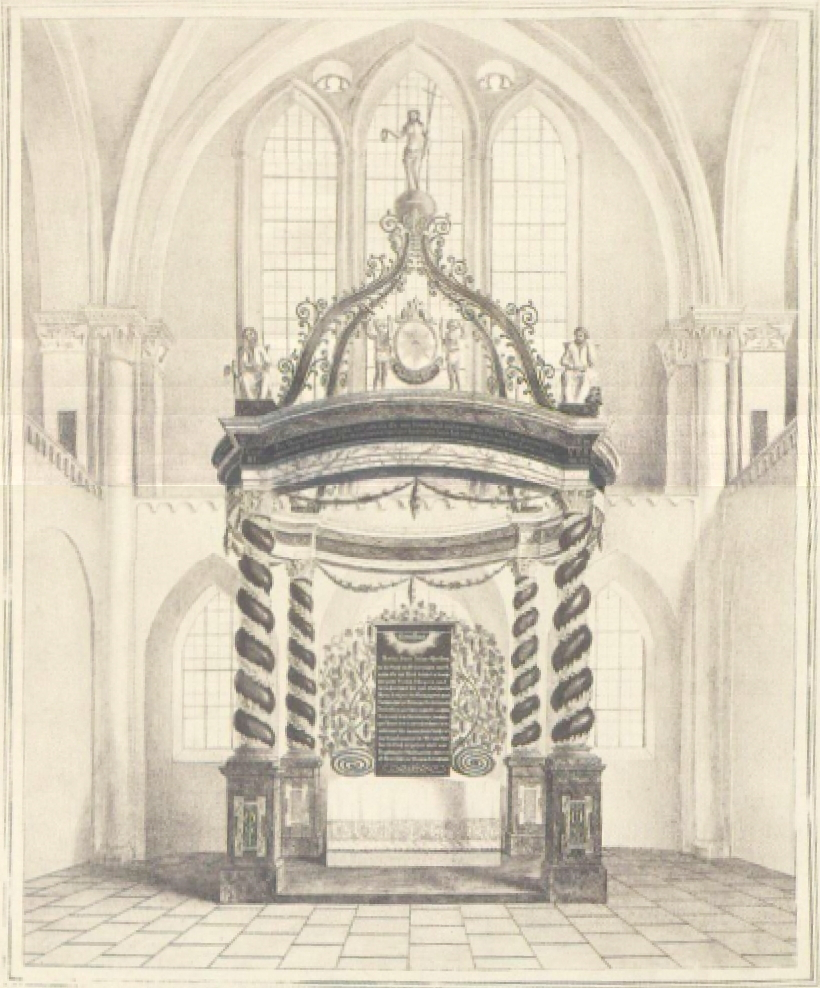
Altar von 1694/96 im lutherischen St.-Petri-Dom nach Vorbild des Papstaltars der römischen Peterskirche

Ab 1639 wurde die Ausübung des lutherischen Bekenntnisses erlaubt, nachdem 1638 der Dom wieder für (lutherische) Gottesdienste geöffnet worden war. Allerdings hatte der Dom nicht den Status einer Pfarrkirche. Fast alle Lutheraner gehörten gleichzeitig der reformierten Pfarrei desjenigen Stadtteils an, in dem sie wohnten. Da in Bremen wie in vielen anderen Städten die ansässige Bevölkerung ein Geburtendefizit hatte, das durch Zuzug aus dem Umland ausgeglichen wurde, wohnten um 1800 in den Mauern der Stadt etwa 25.000 Lutheraner neben nur noch 13.000 Reformierten.

### Gleichberechtigung und Verschmelzung
Nach dem Reichsdeputationshauptschluss 1803 wurde der Dom der Stadt eingegliedert. Weil die reformierten Pfarreien die Einnahmen aus den Verwaltungsgebühren der Lutheraner nicht missen mochten, dauerte es bis 1810, dass der Dom als Pfarrkirche anerkannt wurde. Als Pastor primarius wurde Johann David Nicolai eingesetzt. Völlige Gleichberechtigung erlangte die Domgemeinde allerdings erst 1830, durch Mehrheitsbeschluss des Bremer Senats und gegen das Votum des Bürgermeisters Johann Smidt. Im Bremer Kirchenstreit von 1840 und 1844/45 zwischen theologischen rationalistischen Pastoren und den überwiegend konservativen reformierten Pastoren in Bremen gab es noch eine deutliche Mehrheit der orthodoxen Geistlichen. Durch den Bremer Senat wurde die Kirchenfreiheit in Bremen jedoch deutlich bestätigt.
Nach 1845 verlor sich das reformierte Bekenntnis mehr und mehr, als die Gemeinden teilweise auch lutherische Prediger beriefen. Neue Gemeinden entstanden und wurden nicht mehr zwischen „lutherisch“ und „reformiert“ unterschieden. In Teilen von Bremen-Nord, die zur Zeit der Reformation stadtbremisch, aber ab 1660 schwedisch und anschließend hannöversch waren, gibt es aber noch heute einige konkurrierende evangelisch-lutherische und evangelisch-reformierte Gemeinden.
Seit 1860 die Grenzen der Pfarrsprengel aufgelöst wurden, kann jeder evangelische Bremer unabhängig von seinem Wohnsitz entscheiden welcher Gemeinde er angehören will. Die einzelnen Gemeinden erhielten ein weitgehendes Selbstbestimmungsrecht. Nach dem Ersten Weltkrieg erhielt die Bremische Evangelische Kirche eine neue Kirchenverfassung, wonach an der Spitze des vom Kirchentag (Synode) gewählten Kirchenausschusses der Bremischen Evangelischen Kirche ein Präsident steht, der kein Theologe ist. Als Theologe steht ihm der „Schriftführer des Kirchenausschusses“ zur Seite (kein Bischof o. ä.). Während des Kirchenkampfes in der Zeit des Nationalsozialismus stand von 1934 bis zur Suspendierung 1941 ein vom Reichsbischof eingesetzter Landesbischof an der Spitze der Landeskirche. Nach 1945 wurde die Rechtsstellung von 1920 wiederhergestellt.

### Bremerhaven
Zur Bremischen Evangelischen Kirche gehört neben den stadtbremischen Gemeinden auch die Vereinigte Protestantische Gemeinde an der Bürgermeister-Smidt-Gedächtniskirche in Bremerhaven. Das ehemalige Stadtgebiet der vormals hannoverschen Stadt Wesermünde, das heute zu Bremerhaven gehört, verblieb im Bereich der Evangelisch-lutherischen Landeskirche Hannovers.

## Katholische Kirche
Ab 1648 gab es in Bremen auch wieder katholisches Leben. Der Jesuit Johannes Zweenbrüggen begann mit katholischen Gottesdiensten. Später konnten Katholiken in Bremen im Hause des Kaiserlichen Residenten an den Gottesdiensten teilnehmen, die die beiden Jesuiten als „Hauskapläne“ des Residenten lasen. Sie kümmerten sich ein wenig außerhalb der Bestimmungen des Westfälischen Friedens um die katholischen Bediensteten in Bremen. Bürgerrecht konnten Katholiken nur erwerben, wenn sie einen Beruf hatten, den es in Bremen nicht gab. Aber erst ab 1807 wurde die katholische Kirche in Bremen als gleichberechtigt neben der lutherischen und der reformierten Kirche anerkannt. Mit der Überlassung der ehemaligen Franziskanerkirche St. Johann erhielt die Gemeinde 1816 wieder ein eigenes Gotteshaus und weihte es 1823 ein, nachdem man zuvor den Fußboden wegen der Weserüberschwemmungen um 3 Meter angehoben hatte. 1819 nahm die angrenzende St.-Johannis-Schule ihren Betrieb auf. 1920 wurde die Pfarrgemeinde eine Körperschaft des öffentlichen Rechts und 1931 wurde Bremen Sitz eines Dekanats des Bistums Osnabrück. Die Dekanate Bremen-Nord und Bremerhaven gehören zum Bistum Hildesheim. Im Jahr 2002 wurde mit dem Birgittenkloster Bremen das erste Kloster seit dem Mittelalter in der Stadt gegründet. Die Katholiken bilden heute mit 11,5 % (Stand 2015) die zweitgrößte Religionsgemeinschaft in Bremen.

## Freikirchen
Ab Mitte des 19. Jahrhunderts entstanden auch in Bremen freikirchliche Gemeinden. Bereits seit 1845 existiert in Bremen eine baptistische Gemeinde. Johann Gerhard Oncken taufte damals 10 Personen in der Weser und begründete so die baptistische Gemeindearbeit in der Hansestadt. Die Bremer Baptisten gliedern sich heute in sechs autonome Gemeinden in Bremen und Bremerhaven mit insgesamt ca. 1100 getauften Mitgliedern.
Im Jahr 1849 gründete sich neben den Baptisten auch eine Gemeinde der Methodisten, die von Bremen aus eine starke Missionstätigkeit entfalteten. Im Laufe des 20. Jahrhunderts kamen weitere Freikirchen wie die Elim-Gemeinde, die Freie evangelische Gemeinde, die Gemeinde Gottes, die Mennoniten, eine Gemeinde im Mülheimer Verband, die SELK und die Siebenten-Tags-Adventisten hinzu. Einige der freikirchlichen Gemeinden entstanden erst nach dem Zweiten Weltkrieg. Die Bremer Mennonitengemeinde wurde beispielsweise 1947, die Freie evangelische Gemeinde (Christus-Gemeinde) erst 1998 gegründet.